# Cephalopodum afghanicum
Cephalopodum afghanicum là một loài thực vật có hoa trong họ Hoa tán. Loài này được (Rech.f. & Riedl) Pimenov & Kljuykov mô tả khoa học đầu tiên năm 2002.